# نوید زنگنه
نوید زنگنه کشتی‌گیر ایرانی‌الاصل و عضو سابق تیم کشتی آزاد زیر ۲۳ سال ایران است.

## حرفه کشتی
وی برای باشگاه اترک خراسان کشتی می‌گرفت و نماینده ایران در مسابقات و عرصه جهانی بود.
زنگنه در روند موفقیت خود در مسابقات جهانی بزرگسالان زیر ۲۳ سال ۲۰۱۸ بخارست رومانی با غلبه بر اسماعیل عبدالله‌اف کشتی‌گیر آذربایجانی به مدال برنز دست یافت.
او در مسابقات قهرمانی بزرگسالان زیر ۲۳ سال آسیا ۲۰۱۹ با شکست حریفانی از قرقیزستان، ترکمنستان و قزاقستان به مدال نقره دست یافت. او تنها در فینال با شکست مواجه شده بود.
مسابقات کشتی آزاد جام تختی در روزهای ۷ و ۸ فوریه ۲۰۱۹ با حضور نمایندگان جمهوری آذربایجان، ترکیه، روسیه، ارمنستان، مجارستان، هلند، بلاروس، قرقیزستان و گرجستان برگزار شد. زنگنه در وزن خود به مدال برنز دست یافت و سوم شد و بخشی از قهرمانی تیمی ایران در این مسابقات بود.

### دستگیری و پناهندگی در کانادا
زنگنه در تظاهرات ضد دولتی سال ۱۳۹۸ در تهران مورد اصابت گلوله نیروهای امنیتی قرار گرفت و پس از انتقال به بیمارستان دستگیر شد. او به مدت ۱۵ روز در بازداشت بود و در نهایت از زندان فشافویه آزاد شد. زنگنه بلافاصله از باشگاه خود اترک خراسان جدا شد و دیگر اجازه نیافت تا برای ایران کشتی بگیرد. پس از علنی شدن این دستگیری، زنگنه به این امید به کانادا مهاجرت کرد که بتواند به عنوان نماینده کانادا به ورزش کشتی خود به صورت حرفه‌ای ادامه دهد.

### نقض قانون ضد دوپینگ و تحریم
مرکز کانادایی اخلاق در ورزش (CCES) با صدور اطلاعیه‌ای اعلام کرد زنگنه به دلیل نقض مقررات ضد دوپینگ، چهار سال محروم شده است. این تخلف ناشی از کشف اکساندرولون، ماده آنابولیک ممنوعه در نمونه ادرار زنگنه بود. نمونه ادرار در یک جلسه نمونه‌گیری درون مسابقه در ۱۱ مارس ۲۰۲۳ جمع‌آوری شد. این تحریم مستلزم عدم صلاحیت برای شرکت در هر ورزشی امضاکننده برنامه ضد دوپینگ کانادا (CADP) با هر ظرفیتی (از جمله تمرین با هم تیمی‌ها) است و در ۲۴ آوریل ۲۰۲۷ به پایان می‌رسد

## حرفه هنرهای رزمی مختلط
نوید حرفه MMA خود را در ونکوور کانادا آغاز کرد. سرمربی او در حال حاضر دن گلکار است که از Scorpion MMA در پیت میدوز، بریتیش کلمبیا خارج شده است.